# Foot Ball Club Melgar
Il Foot Ball Club Melgar, meglio noto come FBC Melgar, è una società calcistica peruviana con sede nella città di Arequipa. Milita nella Liga 1, la massima serie del campionato peruviano di calcio, del quale ha vinto due edizioni nel 1981 e nel 2015.

## Storia
Il Foot Ball Club Melgar è stato fondato il 25 marzo 1915 da alcuni giovani della città di Arequipa con il nome di Juventud Melgar, che di lì a poco sarebbe stato mutato nell'attuale denominazione, dal nome del poeta e rivoluzionario Mariano Melgar, vissuto tra il 1790 ed il 1815.
Il primo torneo disputato dalla squadra risale al 1919, quando i giocatori si recarono a Lima per una competizione amichevole. Nel 1928 e 1929 arrivarono i primi trofei, grazie alle vittorie nella Liga Departamental de Arequipa. Nel 1930 effettuò i primi incontri internazionali partecipando ad un torneo in Cile.
Nel 1964 e 1965 l'FBC Melgar si impose in altri due tornei dipartimentali (si ripeterà per altri 4 anni consecutivamente tra il 1967 ed il 1970). Nel 1966 partecipò, invitato, al primo Campeonato Descentralizado; si piazzò ottavo su 14 squadre, ma in base al regolamento di quel torneo, fu costretto alla retrocessione.

### Copa Perù 1971
Nel 1971, ottenendo un pareggio nell'ultima gara contro il CNI, vinsero la Copa Perú, accedendo nuovamente alla Primera División, alla quale partecipano ininterrottamente da quell'anno.

### Campione 1981
Nel 1981 la squadra raggiunse uno dei punti più alti della sua storia, vincendo il campionato nazionale ed accedendo alla successiva Copa Libertadores. Nel torneo sudamericano venne eliminato al girone iniziale pur vincendo 4 incontri su 6. Gli 8 punti collezionati non furono sufficienti a piazzarsi al primo posto, l'unico disponibile per la qualificazione.

### Secondo posto 1983
Nel 1983 il secondo posto finale in campionato (dopo essersi aggiudicati la prima fase, il Campeonato Descentralizado) valse una nuova qualificazione alla Copa Libertadores. Anche in questo caso il Melgar uscì al primo turno, ma in questo caso piazzandosi ultimo nel proprio girone.

### 1998-2011
Per trovare una nuova partecipazione dei rossoneri ad un torneo sudamericano si deve attendere fino al 1998, quando, dopo essersi piazzati al terzo posto in campionato, disputarono la Coppa CONMEBOL. Negli anni 2000 non ha avuto molta notorietà nel calcio peruviano se non per aver portato giocatori stranieri come Luis Artimé (2002), Gabriel García (2004) e Sergio Ibarra (2008). Nel 2007 sono stati assunti Ysrael Zúñiga e il portiere Jorge Rodríguez. Sono state ottenute buone vittorie locali, sfortunatamente la squadra alla fine è caduta e un posto in Copa Sudamericana non è stato raggiunto. Nel 2008 è stato ingaggiato l'attaccante peruviano nazionalizzato Sergio Ibarra, che è riuscito a battere il record di marcatore storico del calcio peruviano. La squadra ha iniziato bene con Gustavo Bobadilla come allenatore, sfortunatamente, alcuni pareggi in casa li hanno tenuti fuori dalla Copa Sudamericana 2009.  Nel 2010 Ysrael Zúñiga è stato ceduto a Juan Aurich, Hilden Salas è emigrato a Cienciano e Antonio Meza Cuadra è stato assunto dall'Università César Vallejo, la squadra non ha mai trovato regolarità e purtroppo ha rinunciato a molti pareggi in casa.
Nel 2011, con il ritorno in squadra di Claudio Techera, viene assunto José Carvallo (portiere); è stata realizzata una campagna in cui sono state perse molte partite in casa e in trasferta, hanno finito per lottare per la retrocessione e la squadra si è salvata a sole 2 date dalla fine. Con Wilmar Valencia come nuovo allenatore, Melgar aumenterebbe le sue prestazioni ma non completamente, motivo per cui ha finito per lottare per non essere retrocesso nelle ultime 2 date. La penultima partita è stata decisiva per il cast di Arequipa, che avrebbe affrontato l'allora leader e infine seconda del torneo, Alianza Lima. La partita è stata contestata, con Alianza in vantaggio al 21' con un gol del paraguaiano Roberto Ovelar. Antonio Meza-Cuadra, invece, porterebbe il pareggio al 27' e al 34' un autogol di Ramos darebbe alla squadra di Arequipa la speranza di continuare in prima divisione. Ma al 55', già nella ripresa, tutto sembrava crollare quando Ovelar segna ancora. Pochi minuti dopo sarebbero arrivate le espulsioni di Castro e Arismendi per Melgar, quasi affogando ogni illusione. L'arbitro Víctor Hugo Carrillo ha pareggiato leggermente le cose mostrando il cartellino rosso a Leandro Fleitas di Alianza Lima. Un tiro alla traversa di Renzo Reaños ha fatto pensare che da quella porta non sarebbe entrato nulla. Ma all'85' Edson Aubert è apparso con un colpo di testa. La partita è finita 3-2 in favore di Melgar che è riuscito a mantenere la categoria.

### Campione nel suo centenario
Nonostante nel 2014 Melgar abbia concluso al primo posto assoluto, a causa dell'organizzazione del torneo il club si è qualificato a malapena per la Copa Sudamericana. Per l'anno del Centenario è stato fatto un investimento maggiore, sono stati portati giocatori giovani ed esperti per sostituire la partenza di alcuni giocatori. Nella sua partita di presentazione, il club peruviano ha affrontato l'Independiente Santa Fe. Per il Torneo Apertura, la squadra è finita retrocessa al secondo posto in campionato, a un solo punto dal vincitore dell'Apertura, lo Sporting Cristal.
A metà anno, prima di finire il Torneo Apertura e debuttare in Copa Sudamericana, sono stati effettuati alcuni movimenti di giocatori in squadra. Contemporaneamente alla fine dell'Apertura, Melgar ha esordito in Copa Sudamericana affrontando Junior dalla Colombia. Quell'andata, Melgar ha mostrato carenze in difesa durante il primo tempo, arrivando all'intervallo perdendo 4-0. Nella ripresa Junior segnerà un altro gol, chiudendo la partita sul 5-0. La settimana successiva si giocò la gara di ritorno all'UNSA Monumental Stadium, con Bernardo Cuesta (che non poté giocare la prima partita) che segnò due gol, il punteggio finale della partita fu la vittoria di Melgar per 4 a 0. Questo risultato non ha aiutato la squadra ed è stata eliminata dalla Copa Sudamericana.

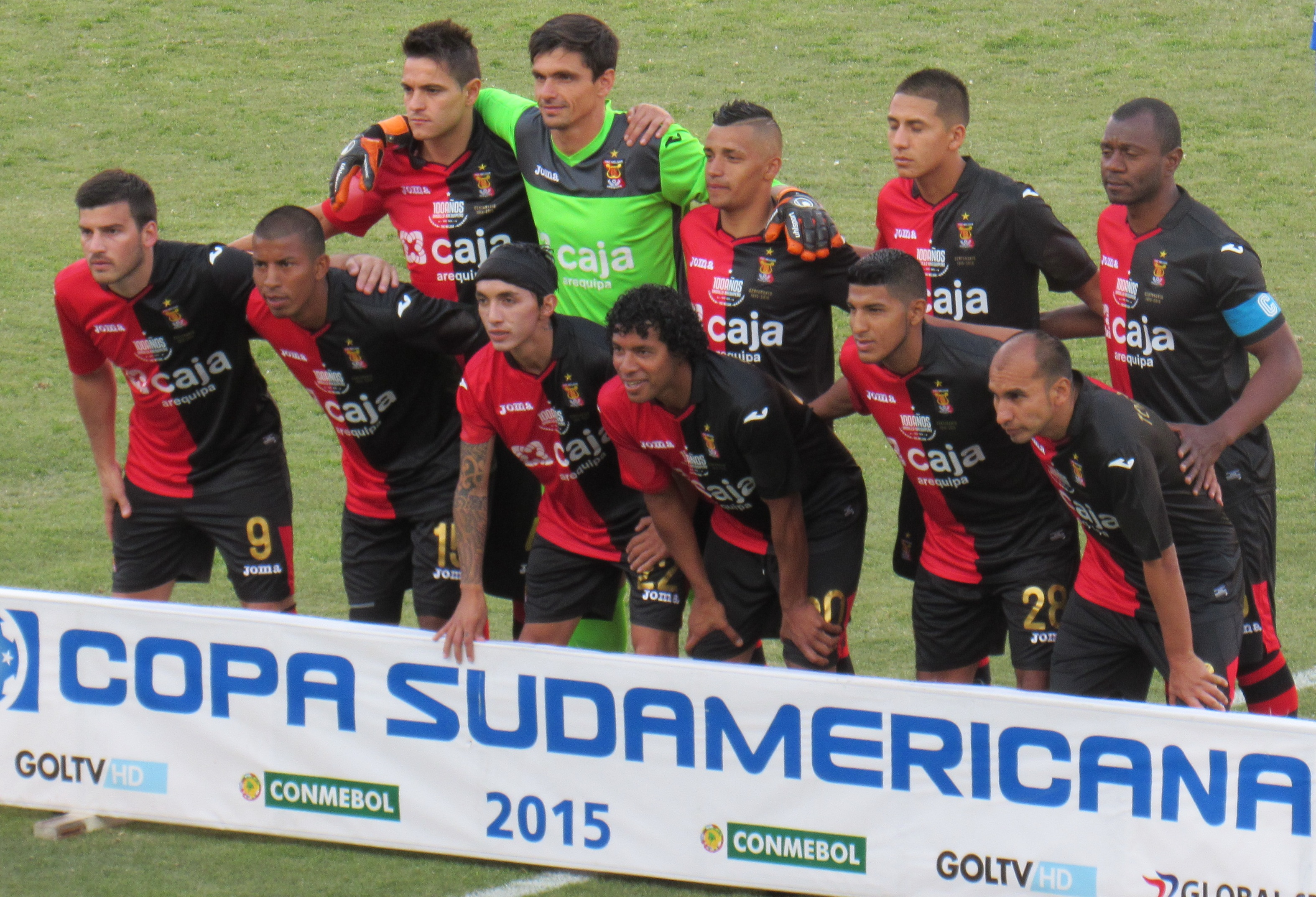
La squadra di Melgar nel 2015, anno in cui è stato campione per la seconda volta del torneo peruviano

Nel torneo peruviano, la squadra ha giocato la finale del torneo di Clausura contro il Real Garcilaso. La partita si giocò allo stadio Miguel Grau di Callao, dopo aver pareggiato 1-1, Melgar vinse 4-2 ai rigori, ottenendo così il Torneo di Clausura. La squadra ha affrontato nuovamente il Real Garcilaso nelle semifinali del campionato peruviano. Entrambe le partite sono state vinte da Melgar, quindi si è qualificato per la finale. Il rivale in finale è stato lo Sporting Cristal, che ha giocato in casa nell'andata, terminata 2-2. Mercoledì 16 dicembre si è giocata la gara di ritorno al Monumental de la UNSA, davanti a più di 35.000 spettatori. Melgar ha avuto l'opportunità di passare in vantaggio nel primo quarto d'ora grazie a un rigore che sarebbe stato eseguito da Ysrael Zúñiga, ma il suo tiro è stato parato da Diego Penny, generando un contropiede e un minuto dopo lo Sporting Cristal ha segnato il primo gol. Sei minuti dopo, Melgar pareggia. Due minuti prima della fine del primo tempo, Lampros Kontogiannis ha lanciato una palla nel campo rivale, dove Alexis Arias ha preceduto il difensore Alberto Rodríguez, ha fatto un cross e ha assistito Omar Fernández, che ha segnato il temporaneo 2-1.
Al 69' Kontogiannis commette fallo dentro l'area regalando un rigore a Cristal. Sergio Blanco ha segnato un rigore per il 2-2, provocando momentaneamente i calci di rigore. All'89' Rainer Torres regala un passaggio a Bernardo Cuesta, che conclude con una prima occasione, coperta da Diego Penny, anche se il rimbalzo del pallone va in direzione di Cuesta, che alla seconda occasione conclude con un colpo di testa e riesce a infilare palla dentro l'arco, segnando così il 3-2 che vale il titolo per Melgar.

## Allenatori
Gli allenatori del Foot Ball Club Melgar sono conosciuti dal 1961, motivo per cui fino ad oggi 54 allenatori si sono occupati della direzione tecnica della squadra. Il primo allenatore a guidare il club in Prima Divisione fu il brasiliano Gilberto Dos Santos, che ne fu direttore tecnico nel 1966.

## Palmarès

### Competizioni nazionali
- Campionato peruviano: 2

1981, 2015
- Copa Perù: 1

1971

### Competizioni regionali
- Lega dipartimentale di Arequipa: 4

1967, 1968, 1969, 1970

### Altri piazzamenti
- Campionato peruviano:

Secondo posto: 1983, 2016, 2022
Terzo posto: 1977, 1992, 2017, 2024
- Coppa Sudamericana:

Semifinalista: 2022

## Organico

### Rosa 2022
| N. |                      | Ruolo | Calciatore          |
| -- | -------------------- | ----- | ------------------- |
| 1  | Perù (bandiera)      | P     | Ricardo Farro       |
| 2  | Argentina (bandiera) | D     | Leonel Galeano      |
| 4  | Perù (bandiera)      | D     | Alejandro Ramos     |
| 5  | Perù (bandiera)      | D     | Alec Deneumostier   |
| 7  | Perù (bandiera)      | A     | Cristian Bordacahar |
| 9  | Argentina (bandiera) | A     | Bernardo Cuesta     |
| 12 | Perù (bandiera)      | P     | Carlos Cáceda       |
| 13 | Perù (bandiera)      | C     | Freddy Oncoy        |
| 14 | Perù (bandiera)      | A     | Jhonny Vidales      |

| N. |                      | Ruolo | Calciatore              |
| -- | -------------------- | ----- | ----------------------- |
| 15 | Perù (bandiera)      | A     | Bruno Portugal          |
| 16 | Perù (bandiera)      | A     | Luis Iberico            |
| 17 | Perù (bandiera)      | C     | Jean Pierre Archimbaud  |
| 18 | Perù (bandiera)      | A     | Nicolás Figueroa        |
| 19 | Perù (bandiera)      | D     | Paolo Reyna             |
| 21 | Perù (bandiera)      | P     | Jorge Cabezudo          |
| 22 | Argentina (bandiera) | C     | Horacio Orzán           |
| 24 | Perù (bandiera)      | C     | Walter Tandazo          |
| 26 | Perù (bandiera)      | C     | Kenji Cabrera           |
| 28 | Perù (bandiera)      | C     | Alexis Arias (capitano) |
| 39 | Perù (bandiera)      | D     | Eduardo Rabanal         |